# とりまラジオ
『とりまラジオ』は、2016年9月26日から2022年9月22日までOBSラジオで放送していたラジオ番組。本項では、2017年4月9日から2019年3月24日まで放送していた『とりま日曜のお昼に中高生の声を届けるラジオ』についても述べる。

## 概要
2016年秋改編でスタートした、中高生向けの生放送ラジオ番組。街中にいる中学生及び高校生へインタビューをし、リアルな声を聴く。また、中高生の間で流行っている事象なども取り上げる。番組名の「とりま」は「とりあえず、まあ」の略。
2017年4月から放送を開始した「とりま日曜のお昼に中高生の声を届けるラジオ」（通称:とりま日曜ラジオ）では、平日のインタビューのダイジェストのほか、音楽ランキングを紹介していた。原則として録音放送、不定期に生放送で行っていた。
2018年4月から「とりまラジオ」はOBSラジオのほか、J:COM大分のコミュニティチャンネルであるJ:COMチャンネル大分でも同時放送を開始した。また、OBSラジオ第1スタジオから、J:COM ホルトホール大分内のJ:COM ホルトホールスタジオからの公開放送へ変更となった。
生放送の場合、動画配信サイトLINE LIVE（2019年2月4日より）にてスタジオの様子を配信している。過去にはUstream・FRESH LIVEにて配信していた。FRESH LIVE時代は、放送開始前に「0時限放送」、放送終了後に「放課後放送」を行っていた。2018年4月以降はJ:COM大分及びLINE LIVE（2019年1月まではFRESH LIVE）のみで放送する10分間を「0時限放送」と称して放送している。一方で放課後放送は無くなった。2019年4月からは「BINGO」の放送時間延長に伴い、LINE LIVEでの配信は無くなった。
2022年9月22日の放送をもって終了。

## コーナー
- こげなん中高生見っけ♪

この番組のメインコーナー。トピッカーキャスタードライバーが大分県内（基本的に大分市内）で中高生を見つけ、インタビューするコーナー。学校生活、部活、趣味、恋愛事情などを小田、野良レンジャーが聞き出す。ホルトホール大分からの公開放送開始後は、ほとんどホルトホール前の芝生広場からインタビューしており、パーソナリティーから見える距離で話を聞いている。
- とりま調査

中高生の間で流行しているモノ、コトを取り上げるコーナー。

## 放送時間
「とりまラジオ」
- 月曜日 - 木曜日 16:30 - 17:00 （2021年10月 - 2022年9月22日）

### 過去の放送時間
「とりまラジオ」
- 月曜日 - 木曜日 16:20 - 16:40 （2016年9月26日 - 2021年9月）

「とりま日曜のお昼に中高生の声を届けるラジオ」
- 日曜日 12:00 - 13:00 （2017年4月 - 2018年3月）
- 日曜日 11:00 - 13:00 （2018年4月 - 2018年9月）
- 日曜日 11:00 - 12:00 （2018年10月 - 2019年3月 ※不定期で12:40まで放送時間延長）

## 出演者

### メインパーソナリティー
- 小田崇之（月曜・火曜、OBSアナウンサー ※2019年3月までは木曜、2019年9月までは水曜も担当）
- 渡邉敬大（水曜、OBSアナウンサー ※2019年10月 - ）
- 賎川寛人（木曜、OBSアナウンサー ※2019年4月 - ）
- 野良レンジャー 竹尾悠兵、首藤将太

### その他
- トピッカーキャスタードライバー

## 特別番組
- オロナミンC presents 「とりまラジオ文化祭inサマーフェスタ!2017」

2017年8月4日放送。第46回OBS納涼ひろば サマーフェスタ!2017の特別番組として放送。3組の学生バンドのステージを中心に放送。ゲストは元チェッカーズ 高杢禎彦。
- とりまラジオスペシャル

2017年10月21日、10月23日放送。OBS開局65周年特別番組「OBS65時間ラジオ」の一部として放送。
10月21日は深夜3時から2時間放送。（オールナイトニッポンRは休止。）OBS本社内のCDルーム、第3スタジオなどを巡る「職場探訪」などを放送。
10月23日は通常と同じ時間帯にOBS65時間ラジオのフィナーレとして放送。松井督治ラジオ局長が出演。
- とりまラジオ カラオケグランプリinクリスマスマーケット

2017年12月16日放送。大分駅前特設ステージから生放送。小田アナウンサー、野良レンジャーのほか、飯倉寛子アナウンサーが出演。9組の出演者からグランプリを決定。
- とりまラジオ 新春スペシャル

2018年1月1日放送。午前5時から15分間放送した後は、OBSラジオの平日帯ワイド番組の「スタート!」・「イチスタ☆」・「BINGO」の時間帯に放送。（一部時間帯は別番組。）各帯ワイド番組のコーナー（歌のない歌謡曲）やネット番組（日本全国8時です）を内包して放送。小田アナウンサー、野良レンジャーのほか、平川侑季アナウンサー（当時）などが出演。